# Ђуро Мацут
Ђуро Мацут (Београд, 22. новембар 1963) српски је лекар и универзитетски професор. Од 2025. обавља функцију председника Владе Србије. Специјалиста је интерне медицине и ендокринологије, као и редовни професор Медицинског факултета Универзитета у Београду. Међународно је признат стручњак за синдром полицистичних јајника и инсулинску резистенцију.

## Биографијa
Рођен је у Београду, 22. новембра 1963. године. Његова породица је пореклом са Кордуна. Дипломирао је на Медицинском факултету Универзитета у Београд у 1989. године. Магистрирао је 1995, а докторирао 1999. године на истом факултету. Специјализацију из интерне медицине завршио је 1995, а ужу специјализацију из ендокринологије 2002. године. Додатно се усавршавао на Универзитетским болницама у Болоњи, Упсали и Оксфорду, као и на постдипломском програму из репродуктивне медицине на Универзитету у Женеви у сарадњи са Светском здравственом организацијом.
Од 2016. године, Мацут је био члан и председник различитих комитета Европског друштва за ендокринологију (ESE), укључујући и Специјалну интересну групу за PCOS. Био је представник ESE Савета придружених друштава (ECAS) у Извршном одбору ESE (2016–2020), а од 2020. до 2024. године изабран је за члана Извршног одбора. Председник је Српског друштва за репродуктивну ендокринологију и оснивач Међународног симпозијума о напретку у PCOS и здрављу жена (од 2012) и београдског мастеркласа из клиничке ендокринологије, дијабетеса и метаболизма (од 2019).
Гостујући је професор на Универзитетима у Атини и Скопљу.
Заменик је директора Клинике за ендокринологију, дијабетес и болести метаболизма Универзитетског клиничког центра Србијe.
Аутор је преко 140 оригиналних радова објављених у међународним часописима са рецензијом.
У браку је са др Јелицом Бјекић Мацут. Имају једно дете.

## Политичка каријера
У марту 2025. прикључио се иницијативном одбору за оснивање Покрета за народ и државу.
У обраћању јавности, 6. априла 2025. године, председник Србије Александар Вучић је саопштио да је Мацуту поверио мандат за састављање нове Владе Републике Србије.

## Награде и одликовања
За нарочите заслуге у области медицине и ендокинологије одликован је указом председника Републике Србије Орденом Карађорђеве звезде II степена 2024. године.